# Амоншайхи
Амоншайхи — село в составе сельской общины Чуянгарон Вахдатского района Республики Таджикистан, его административный центр. Расстояние от села до города Вахдат — 15 км. Население — 2743 человека (2017 г.), таджики. 